# Valsamoggia
Valsamoggia  (Vâlsamûz en dialecte bolonais) est une commune italienne (comune sparso) de la province de Bologne, dans la région Émilie-Romagne.
Elle est fondée le 1er janvier 2014 à la suite du regroupement des communes de Bazzano (siège communal), Castello di Serravalle, Crespellano, Monteveglio et Savigno.

## Géographie

### Communes limitrophes
Anzola dell'Emilia, Castelfranco Emilia, Guiglia, Marzabotto, Monte San Pietro, San Cesario sul Panaro , Savignano sul Panaro , Vergato, Zocca, Zola Predosa

## Administration
| Période                                  | Période  | Identité         | Étiquette | Qualité |
| ---------------------------------------- | -------- | ---------------- | --------- | ------- |
| 2014                                     | En cours | Daniele Ruscigno | PD        | Maire   |
| Les données manquantes sont à compléter. |          |                  |           |         |

### Hameaux
Bazzano (siège communal), Bersagliera, Bortolani, Calcara, Castello di Serravalle, Crespellano, Fagnano, Maiola, Mercatello, Merlano, Montebudello, Monteveglio, Ponzano, Rodiano, Samoggia, San Biagio, San Prospero, Santa Croce, Savigno, Serravalle, Stiore-Oliveto, Tiola, Vedegheto, Vignola dei Conti, Zappolino, Ziribega.

## Population

### Évolution de la population en janvier de chaque année
| 2014 | 2015 | 2016   |
| ---- | ---- | ------ |
| -    | -    | 30 732 |